# Unterseeboot 243
L'Unterseeboot 243 (ou U-243) est un sous-marin allemand (U-Boot) de type VII.C utilisé par la Kriegsmarine (marine de guerre allemande) pendant la Seconde Guerre mondiale

## Historique
Mis en service le 2 octobre 1943, l'Unterseeboot 243 reçoit sa formation de base à Kiel dans la 5. Unterseebootsflottille jusqu'au 31 mai 1944, puis il rejoint son unité de combat à la base sous-marine de La Rochelle dans la 1. Unterseebootsflottille.
Il réalise sa première patrouille, quittant le port de Flekkefjord le 8 juin 1944 sous les ordres du Kapitänleutnant Hans Märtens. Après cinq jours de mer, l'U-243 rejoint le port de Bergen le 12 juin 1944. Trois jours plus tard, le 15 juin 1944, il reprend la mer. Après vingt-quatre jours en mer, l'U-243 est coulé le 8 juillet 1944 dans le golfe de Gascogne à l'ouest de Nantes, à la position géographique de 47° 06′ N, 6° 40′ O par des charges de profondeur lancées d'un hydravion Short S.25 Sunderland australien (du RAAF Squadron 10/H). 
Onze des quarante-neuf membres d'équipage meurent dans cette attaque.

## Affectations successives
- 5. Unterseebootsflottille à Kiel du 2 octobre 1943 au 31 mai 1944 (entrainement)
- 1. Unterseebootsflottille à La Rochelle du 1er juin au 8 juillet 1944 (service actif)

## Commandement
- Kapitänleutnant Hans Märtens du 2 octobre 1943 au 8 juillet 1944

## Patrouilles
|       | Commandant          | Départ       | Départ      | Arrivée        | Arrivée     | Jours    | Succès |
| ----- | ------------------- | ------------ | ----------- | -------------- | ----------- | -------- | ------ |
|       | Kptlt. Hans Märtens | 21 mai 1944  | Kiel        | 25 mai 1944    | Flekkefjord | 5 jours  |        |
| 1     | Kptlt. Hans Märtens | 8 juin 1944  | Flekkefjord | 12 juin 1944   | Bergen      | 5 jours  |        |
|       | Kptlt. Hans Märtens | 15 juin 1944 | Bergen      | 8 juillet 1944 | Coulé       | 24 jours |        |
| Total | Total               | Total        | Total       | Total          | Total       | 29 jours | 0 t    |

Note :Kptlt. = Kapitänleutnant 

## Navires coulés
L'Unterseeboot 243 n'a ni coulé, ni endommagé de navire ennemi au cours de l'unique patrouille (29 jours en mer) qu'il effectua.

### Référence
1. ↑  http://uboat.net/boats/u243/html

### Source
- (en) Cet article est partiellement ou en totalité issu de l’article de Wikipédia en anglais intitulé « German submarine U-243 » (voir la liste des auteurs).